# 日本棒球機構
一般社团法人日本棒球机构（日語： / 英語：），简称，是指统管日本职业棒球中央联盟和太平洋联盟的机构。在日本，职业棒球相关的所有事务都由日本棒球机构负责。而日本棒球机构是原文部科学省体育与青少年局所管辖的一般社团法人。
日本棒球机构曾经使用过这个英文名称，但在2005年改用现在的英文名称。

## 前身
「日本職業棒球聯盟」成立於1936年，1939年改名為「日本棒球聯盟」，1944年底因為第二次世界大戰而停止活動，大戰結束後恢復聯盟運作；直到1949年底遭遇分裂危機，「日本棒球聯盟」宣告解散，單一聯盟時期也因此結束，進入兩聯盟並立的時期。

## 機構簡介

### 主要業務
- 主辦日本職棒總冠軍系列賽及明星賽。（協約第八條第六項）
- 日本職棒組織及其委員的經費負擔。（協約第十二條）

### 歷任委員
- 第1任　福井盛太（1951･4～1954･4）
- 第2任　井上登　（1956･1～1962･1）
- 第3任　内村祐之（1962･5～1965･4）
- 第4任　宮澤俊義（1965･8～1971･3）
- 第5任　大濱信泉（1971･5～1976･2）
- 第6任　金子銳　（1976･7～1979･2）
- 第7任　下田武三（1979･4～1985･3）
- 第8任　竹内壽平（1986･5～1988･6）
- 第9任　吉國一郎（1989･3～1998･3）
- 第10任　川島廣守（1998･3～2004･1）
- 第11任　根來泰周（2004･2～2008.6）
- 第12任　加藤良三（2008･7～2013.10）
- 第13任　熊崎勝彦（2014.1～　迄今）

註：日本棒球聯盟時代，正力松太郎於1949年也曾經擔任委員職務。

### 機構特色
- 歷代委員以法律專家、政治人物、財經界人士居多，到目前為止並無棒球愛好者或棒球界出身的人擔任。
- 日本棒球機構成立後，把職棒球團名稱中有「軍」字的稱呼去掉。例如：把「巨人軍」改為「巨人隊」。

### 其他組織
以下聯盟均不屬於日本棒球機構管轄：
- 寶塚運動協會－存在於1920年～1929年間的職棒團體。
- 天勝野球團－存在於1921年～1923年間的職棒團體。
- 國民聯盟（National Baseball League）－於1947年～1949年間存在的日本職棒獨立聯盟，共有四支職棒球隊。
- 全球聯盟（Global League）－於1969年成立，只有存在一年的日本職棒獨立聯盟。
- 四國島聯盟plus（Shikoku-Kyushu Island League）－從2005年起新成立的日本職棒獨立聯盟。
- 棒球挑戰聯盟－ 2007年所新成立的日本職棒獨立聯盟。
- 關西獨立聯盟－2008年所新成立的日本職棒獨立聯盟。
- 黃金聯盟（Golden Baseball League）－以美國加州與亞利桑那州為根據地的日本職棒獨立聯盟。（參見：美國職棒獨立聯盟）

## 外部連結
- 日本棒球機構在台灣棒球維基館上的頁面（繁體中文）
- （日語）日本棒球機構官方網站 （页面存档备份，存于）
- （日語）日本職棒公式記錄
- （日語）日本職業棒球協約（2004年版）（PDF文件）

35°38′41″N 139°44′42″E / 35.644778°N 139.744972°E